# دریم‌ویل رکوردز
دریم‌ویل رکوردز (انگلیسی: Dreamville Records) یک ناشر موسیقی آمریکایی است که توسط جی. کول و مدیر برنامه اش ابراهیم حَمَد در سال ۲۰۰۷ ایجاد گردید.